# 파이널 판타지 X
《파이널 판타지 X》(Final Fantasy X)는 스퀘어 에닉스가 만든 콘솔용 롤플레잉 게임으로, 《파이널 판타지》시리즈의 10번째 작품이다. 2001년 출시되었다. PS2로 처음 나온 파이널 판타지 시리즈인 만큼 이전 작품들과 비교할 때 영상미와 배경 음악 등에 있어 높은 수준의 향상이 있었다. 성우를 최초로 사용한 시리즈이기도 하다. 한국어판의 주제가는 "얼마나 좋을까"로 이수영이 불렀다.

## 주제가
Rikki의 素敵だね(스테키다네) 가 사용되었으며 한국판으로는 이수영의 얼마나 좋을까가 사용되었다.

## 캐치 프레이즈
본작의 캐치프레이즈는 2개 존재한다.
전, 신을 쓰러뜨리겠어요. 반드시 쓰러뜨리겠어요(私、『シン』を倒します。必ず倒します)。
세계제일 퓨어한 키스.(世界一ピュアなキス。)

## 시스템

### 오버 드라이브
- 수행(修行) -
- 투지(闘志) -
- 분노(憤怒) -
- 자애(慈愛) -
- 책략(策略) -
- 궁지(窮地) -
- 화려(華麗) -
- 비애(悲哀) -
- 개가(凱歌) -
- 영웅(英雄) -
- 반석(磐石) -
- 승리(勝利) -
- 치욕(恥辱) -
- 대치(対峙) -
- 고투(苦闘) -
- 위기(危機) -
- 고고(孤高) -

### 소환수
- 발파레(ヴァルファーレ) - 「슈팅 레이(シューティング・レイ)」「슈팅 파워(zzzzzzzzzzzzzzzzzz)」
- 이프리트(イフリート) - 「지옥의 화염(地獄の火炎)」
- 익시온(イクシオン) - 「토르 해머(トールハンマー)」
- 시바(シヴァ) - 「다이아몬드 더스트(ダイアモンドダスト)」
- 바하무트(バハムート) - 「메가 플레어」
- 요짐보 - 「참마도」
- 메이거스 3자매(メーガス三姉妹) - 「델타 어택」

## 파이널 판타지 X 인터내셔널

### 주요 변경점
캐릭터 보이스 변경
일본어 => 영어
일부 명칭 변경
신 스피어반 추가
소환수 배틀 추가
은폐 보스 추가
메뉴 기능 강화
일부 보스·자코의 파라메타 변경
어빌리티 추가
오토 어빌리티
커맨드 어빌리티
일부 어빌리티 약체화
그 외

## 세계 설정

### 환광충

#### 마물
루루의 대사에 따르면,
```
사자(死者)는 떠돌게 되어있는데, 처음엔 죽어버렸다는 사실을 슬퍼하다가, 좀 더 살고싶다며 소망하다가,
아직 살아있는 인간들을 부러워 하다가, 그 부러움이 증오로 바뀌어 결국 사자는 마물이 되어버린다.
그래서 그 사자를 달래 이계로 보내주는 것이 바로 '이계송환'이라는 것이다.
```

### 에본 사원
- 기계의 금기
- 에본과 유우나레스카의 위대함

### 스피라의 종족이나 지리

#### 스피라에 등장하는 종족
본작에는 사람으로 불리는, 이른바 보통 인간 외에, 이하의 아인종이 등장한다.
- 론조 족 -
- 구아드 족 -
- 알베드 족 -
- 페루페루 족 -
- 하이페루 족 -

#### 스피라에 등장하는 지리
- 자나르칸드(ザナルカンド) -
- 꿈의 자나르칸드(夢のザナルカンド) -

이하, 자나르칸드를 남하하는 순서로 각지를 설명한다.
- 가가제트 산(ガガゼト山) -
- 나기 평원(ナギ平原) -
- 베벨(ベベル) -
- 마카라냐(マカラーニャ) -
- 비카넬 섬(ビーカネル島) -
- 번개 평원(雷平原) -
- 구아도 살람(グアドサラム) -
- 환광원(幻光河) -
- 죠제(ジョゼ) -
- 버섯 바위 가도(キノコ岩街道) -
- 미헨 가도(ミヘン街道) -
- 루카(ルカ) -
- 키리카 섬(キーリカ島) -
- 비사이드 섬(ビサイド島) -

### 브릿츠 볼
- 비사이드 오라카(ビサイド・オーラカ) -
- 키리카 비스트(キーリカ・ビースト) -
- 루카 고와즈(ルカ・ゴワーズ) -
- 알베드 사이크스(アルベド・サイクス) -
- 론조 팡(ロンゾ・ファング) -
- 구아드 글로리(グアド・グローリー) -

## 등장인물

### 파티 멤버
티더 (Tidus)
성우 - 모리타 마사카즈、中村勇斗(유년시)
주인공이자 17세. 자세한 것은 티더 (파이널 판타지)를 참조.
유우나 (Yuna)
성우 - 아오키 마유코
히로인이자 17세. 자세한 것은 유우나를 참조.。
왓카 (Wakka)
성우 - 나카이 카즈야
루루 (Lulu)
성우 - 나츠키 리오
왓카의 소꿉친구이자 흑마도서 여성으로 22세.
키마리 론조(Kimahri-Ronso)
성우 - 쵸 카츠미
륫크 (Rikku)
성우 - 마츠모토 마리카
알베드 족 소녀로 15세. 자세한 것은 륫크 (파이널 판타지)를 참조.
아론 (Auron)
성우 - 이시카와 히데오

### 중요 인물
젝트 (Jecht)
성우 - 아마다 마스오
티더의 아버지.
신의 정체
브라스카 (Braska)
성우 - 스즈키 타쿠마
「신」을 쓰러뜨린 4명의 대소환사이자, 유우나의 아버지.
시드 (Cid)
성우 - 사카구치 코이치
알베드 족 족장이자, 륫크의 아버지.
시모어=구아드 (Seymour-Guado) 28세
성우 - 스와베 쥰이치
에본사 노사 중 1명이자 구아드 족의 족장이다.
유우나레스카 (Yunalesca)
성우 - 코야나기 요코
최초의 대소환사
제이온 (jayon)
유우나레스카의 남편이자, 유우나레스카의 가디언
에본 (Yevon)
스피라의 신으로 받들어지는 존재

### 에본 사원 관계자
요=마이카 (Yo-Mika)
성우 - 이와자키 히로시
켈크=론조 (Kelk-Ronso)
성우 - 사카구치 코이치
웬=키녹 (Wen-Kinoc)
声 - 우가키 히데나리
즈크(Zuke)
성우 - 이시마루 쥰
셰린다 (Shelinda)
성우 - 나가사와 미키

### 소환사와 가드들
도나 (Dona)
성우 - 카츠라기 나나호
발테로 (Barthello)
성우 - 이시마루 쥰
이살 (Isaaru)
성우 - 스야마 아키오
마로다 (Maroda)
성우 - 나카이 마사타카
팟세 (Passe)
声 - 쿠마이 모토코
이살의 가드를 맏는 소년.
벨게미네 (Belgemine)
성우 - 후지이 카요코

### 도중에 만나는 사람들
비란=론조 (Biran-Ronso)
성우 - 미야케 켄타
엔케=론조 (Yenke-Ronso)
声 - 이시마루 쥰

### 설정만 캐릭터
이하의 캐릭터는 본작의 시점에서 이미 고인이 되고 있는 사람. 일부는 죽은 사람등이라는 형태로 등장한다.
지스칼=구아드 (Jyscal-Guado)
성우 - 사토 마사하루
시모어의 아버지.시모어 이전의 구아드족 족장.
긴넴 (Ginnem)
루루가 최초로 가드를 맡은 소환사. 여행 도중에 목숨을 잃었다.
챕 (;미헨 (Mi'ihen)

## 참고 문헌
- FINAL FANTASY X SCENARIO ULTIMANIA (ISBN 4-88787-010-8、ISBN 4-7575-1215-5)
- FINAL FANTASY X BATTLE ULTIMANIA (ISBN 4-88787-011-6、ISBN 4-7575-1216-3)
- FINAL FANTASY X ULTIMANIA Ω(ISBN 4-88787-021-3、ISBN 4-7575-1214-7)
- FINAL FANTASY X-2 ULTIMANIA(ISBN 4-88787-126-0、ISBN 4-7575-1205-8)

## 음악

### FINAL FANTASY X ORIGINAL SOUNDTRACK
| DISC1 1. 「전부 이야기해 두고 싶었어」 2. 자날칸드에서 3. 프렐류드 4. 티더의 테마 5. Otherworld 6. 서둘러!! 7. 이것이 너의 이야기다 8. 불기색 9. 노멀 배틀 10. 승리의 팡파레 11. 게임 오버 12. 꿈도 희망도 없습니다 13. 암약 14. 해저 유적 15. 치이는 알베드 족 16. 적습 17. 브릿치에 거는 남자들 18. 비사이드 섬 19. 스피라의 정경 20. 기도의 노래 21. 환상 22. 시련의 사이 23. 기도의 노래·발파레 24. 소환 25. 대소환사의 딸 26. 잘자 | DISC2 1. 유우나의 테마 2. 맹동 3. 이계 송환 4. 폭풍 전야의 고요 5. 기도의 노래·이프리트 6. 루카 7. 마이카 총노사 환영 8. 불요의 결의 9. The Splendid Performance 10. 대치 11. Blitz Off 12. 아론의 테마 13. 미헨 가도 14. 브라스 de 쵸코보 15. 여행 공사(旅行公司) 16. 통행을 허가합니다(通行を許可します) 17. 시모어의 테마 18. 초저녁 19. 죠제 사원(ジョゼ寺院) 20. 기도의 노래·익시온 21. 시파후 탄다?(シパーフ乗るぅ?) 22. 륫크의 테마 23. 구아드 사람 |

| DISC3 1. 번개 평원 2. 젝트이 테마 3. 마카라냐의 숲 4. 무해 5. 사원 악대 6. 시모어의 야망 7. 기도의 노래·시바 8. 다가오는 자들 9. 작열의 사막 10. 위기 11. 밝혀진 진실 12. 발진 13. 결혼식 14. 습격 15. 비극 16. 나는 날 수 있어 17. 정죄의 탑 18. 기도의 노래·바하무트 19. 심판의 시간 20. 아버지를 다치게 한 남자 21. 素敵だね (RIKKI) | DISC4 1. 유우나의 결의 2. 루루의 테마 3. 용감하게 진행 4. 기도의 노래·ようじんぼう 5. 극북의 백성 6. 기도의 노래·론조 족 7. 방황의 불꽃 8. 언젠가 끝나는 꿈 9. 기도의 노래·유우나레스카 10. 도전 11. 심연의 끝에 12. 암담 13. 기도의 노래·스피라 14. 사인이 웃는다 15. 시모어 배틀 16. 기도의 노래·아니마 17. 소환수 배틀 18. 결전 19. Ending Theme 20. 「기억해주세요(思い出してください)」 21. 素敵だね (오케스트라 버전)(RIKKI) |

### 파이널 판타지 X 보컬 콜렉션
1. monologue ~유우나~
2. 눈물 후에 (유우나:아오키 마유코)
3. monologue ~티더~
4. A Ray of Hope (티더:모리타 마사카즈)
5. dialogue ~티더, 왓카~
6. And On We Go (티더:모리타 마사카즈, 왓카:나카이 카즈야)
7. monologue ~륫크~
8. Get Happy! (륫크:마츠모토 마리카)
9. dialogue ~유우나, 륫크, 루루~
10. All The Way (유우나:아오키 마유코, 륫카:마츠모토 마리카, 루루:나츠키 리오)
11. monologue ~아론~
12. 螺旋 (아론:이시카와 히데오)
13. epilogue ~티더, 유우나, 륫크, 루루, 왓카, 키마리~
14. feel-Remix (유우나:아오키 마유코)

## 같이 보기
- 스피라 - 본작 및 속편 「X-2」의 세계관의 해설.